# Anthurium forgetii
Anthurium forgetii är en kallaväxtart som beskrevs av Nicholas Edward Brown. Anthurium forgetii ingår i släktet Anthurium och familjen kallaväxter. Inga underarter finns listade.